# Grebenau
Grebenau è una città tedesca di 2 394 abitanti situata nel land dell'Assia.